# Daniel Bürdel
Daniel Bürdel (* 31. Juli 1974; heimatberechtigt in Plasselb und Freiburg i. Ue.) ist ein Schweizer Politiker (Die Mitte, vormals CVP). Er ist seit 2015 Mitglied des Grossen Rats des Kantons Freiburg und seit 2011 Gemeinderat der Gemeinde Plaffeien.

## Leben
Daniel Bürdel besuchte das Kollegium Heilig Kreuz und studierte an der Universität Freiburg i. Ue Betriebswirtschaftslehre. Heute ist er als stellvertretender Direktor des Freiburgerischen Arbeitgeberverbands tätig.

## Politik
Bürdel wurde 2011 erstmals in den Gemeinderat der Gemeinde Plaffeien gewählt. Bei den Gemeinderatswahlen der neu fusionierten Gemeinde (Zusammenschluss der Gemeinden Plaffeien, Oberschrot und Zumholz) im Jahr 2016, wurde er in seinem Amt bestätigt. Er übt im Gemeinderat das Amt des Finanzvorstehers und des Schulpräsidenten aus. 2015 übernahm er den Sitz des abtretenden Grossrats Bruno Jendly. Bei den kantonalen Wahlen 2016 wurde er als Grossrat bestätigt. Dort ist er Mitglied der Kommission für auswärtige Angelegenheiten.